# 최윤인
최윤인(崔允仁, 1112년(예종 7년) ~ 1161년(의종 15년))은 고려 중기의 문신이다. 본관은 해주(海州)이다.
그는 음서로 상서호부 영사동정이 되었으며 1160년에 진사시에 급제하였다.
1161년 관직이 지홍주사사 시전중내급사에 이르렀으며 그 해 9월 9일에 병으로 세상을 떠났는데 그의 나이 50이었다.